# Oksoeikozanoidni receptor 1
Oksoeikozanoidni receptor 1 je protein koji je kod ljudi kodiran OXER1 genom.

## Literatura
1. ↑  Hosoi T, Koguchi Y, Sugikawa E, Chikada A, Ogawa K, Tsuda N, Suto N, Tsunoda S, Taniguchi T, Ohnuki T (2002). „Identification of a novel human eicosanoid receptor coupled to G(i/o)”. J Biol Chem. 277 (35): 31459—65. PMID 12065583. doi:10.1074/jbc.M203194200.
2. ↑  Brink C, Dahlen SE, Drazen J, Evans JF, Hay DW, Rovati GE, Serhan CN, Shimizu T, Yokomizo T (2004). „International Union of Pharmacology XLIV. Nomenclature for the oxoeicosanoid receptor”. Pharmacol Rev. 56 (1): 149—57. PMID 15001665. doi:10.1124/pr.56.1.4.
3. ↑  „Entrez Gene: OXER1 oxoeicosanoid (OXE) receptor 1”.

## Spoljašnje veze
- „Leukotriene Receptors: OXE”. IUPHAR Database of Receptors and Ion Channels. International Union of Basic and Clinical Pharmacology. Архивирано из оригинала 02. 02. 2015. г.

## Dodatna literatura
- Takeda S; Kadowaki S; Haga T;  . (2002). „Identification of G protein-coupled receptor genes from the human genome sequence.”. FEBS Lett. 520 (1-3): 97—101. PMID 12044878. doi:10.1016/S0014-5793(02)02775-8.
- Strausberg RL; Feingold EA; Grouse LH;  . (2003). „Generation and initial analysis of more than 15,000 full-length human and mouse cDNA sequences.”. Proc. Natl. Acad. Sci. U.S.A. 99 (26): 16899—903. PMC 139241 . PMID 12477932. doi:10.1073/pnas.242603899.
- Jones CE; Holden S; Tenaillon L;  . (2003). „Expression and characterization of a 5-oxo-6E,8Z,11Z,14Z-eicosatetraenoic acid receptor highly expressed on human eosinophils and neutrophils.”. Mol. Pharmacol. 63 (3): 471—7. PMID 12606753. doi:10.1124/mol.63.3.471.
- Ota T; Suzuki Y; Nishikawa T;  . (2004). „Complete sequencing and characterization of 21,243 full-length human cDNAs.”. Nat. Genet. 36 (1): 40—5. PMID 14702039. doi:10.1038/ng1285.
- Gerhard DS; Wagner L; Feingold EA;  . (2004). „The status, quality, and expansion of the NIH full-length cDNA project: the Mammalian Gene Collection (MGC).”. Genome Res. 14 (10B): 2121—7. PMC 528928 . PMID 15489334. doi:10.1101/gr.2596504.
- Hillier LW; Graves TA; Fulton RS;  . (2005). „Generation and annotation of the DNA sequences of human chromosomes 2 and 4.”. Nature. 434 (7034): 724—31. PMID 15815621. doi:10.1038/nature03466.
- Sundaram S, Ghosh J (2006). „Expression of 5-oxoETE receptor in prostate cancer cells: critical role in survival.”. Biochem. Biophys. Res. Commun. 339 (1): 93—8. PMID 16289380. doi:10.1016/j.bbrc.2005.10.189.